# Stiftland

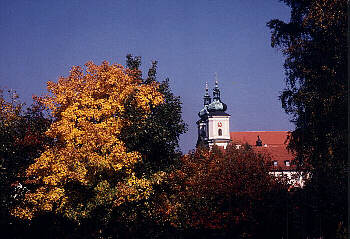
Waldsassen: historisches kulturelles Zentrum des Stiftlands

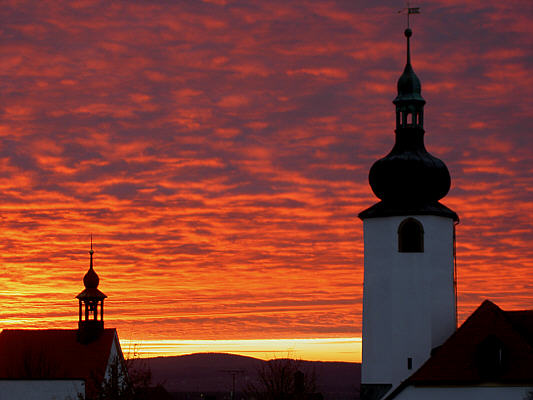
Leonberg

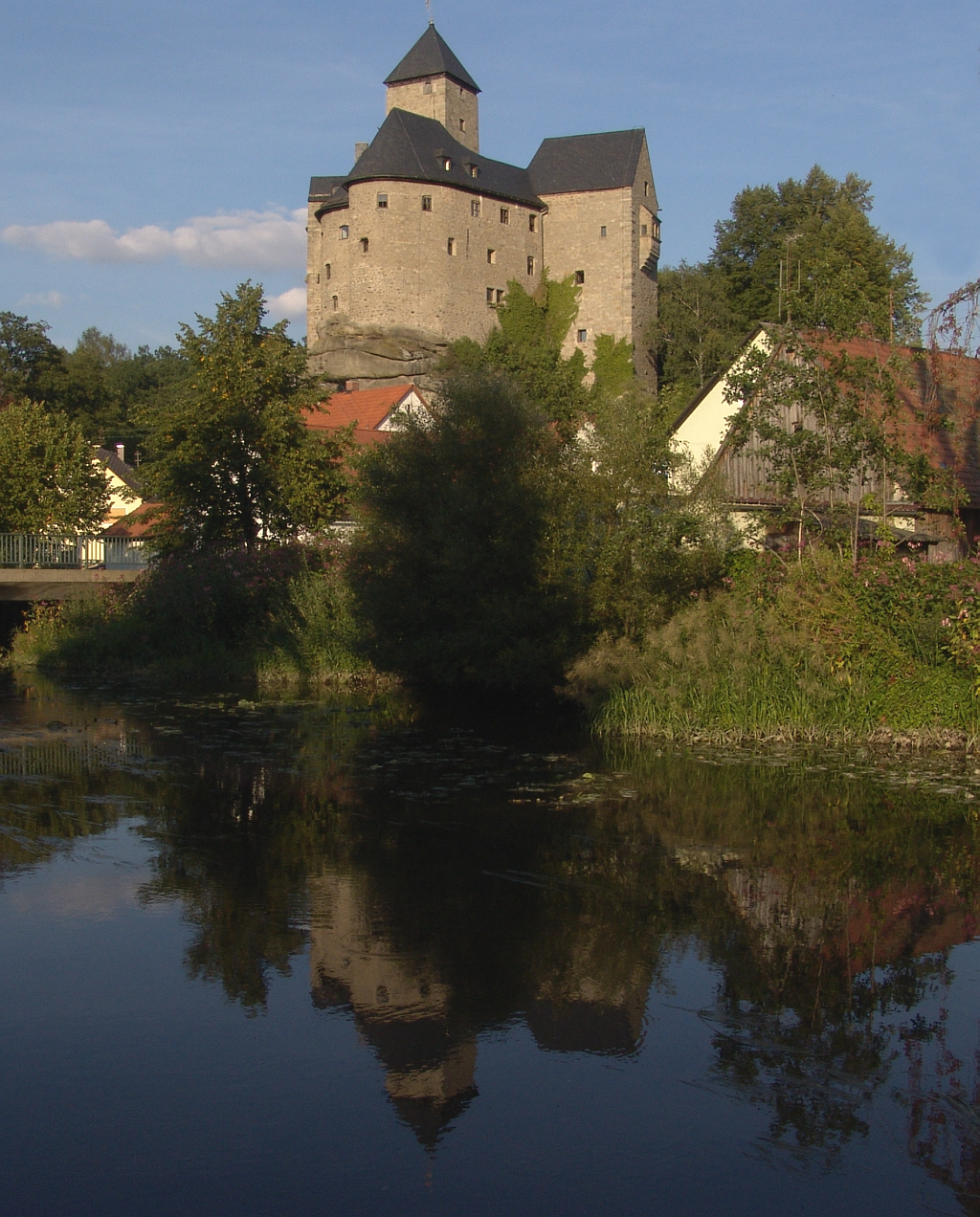
Burg Falkenberg

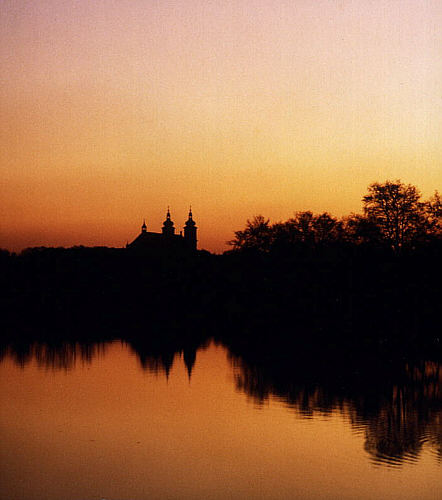
Karpfenteich im Stiftland

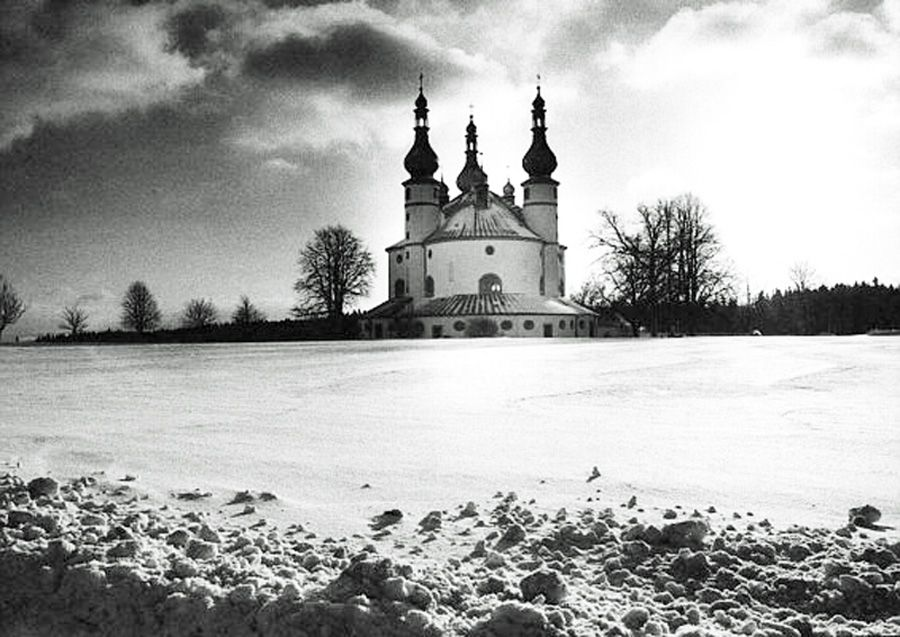
Dreifaltigkeitskirche Kappl bei Waldsassen

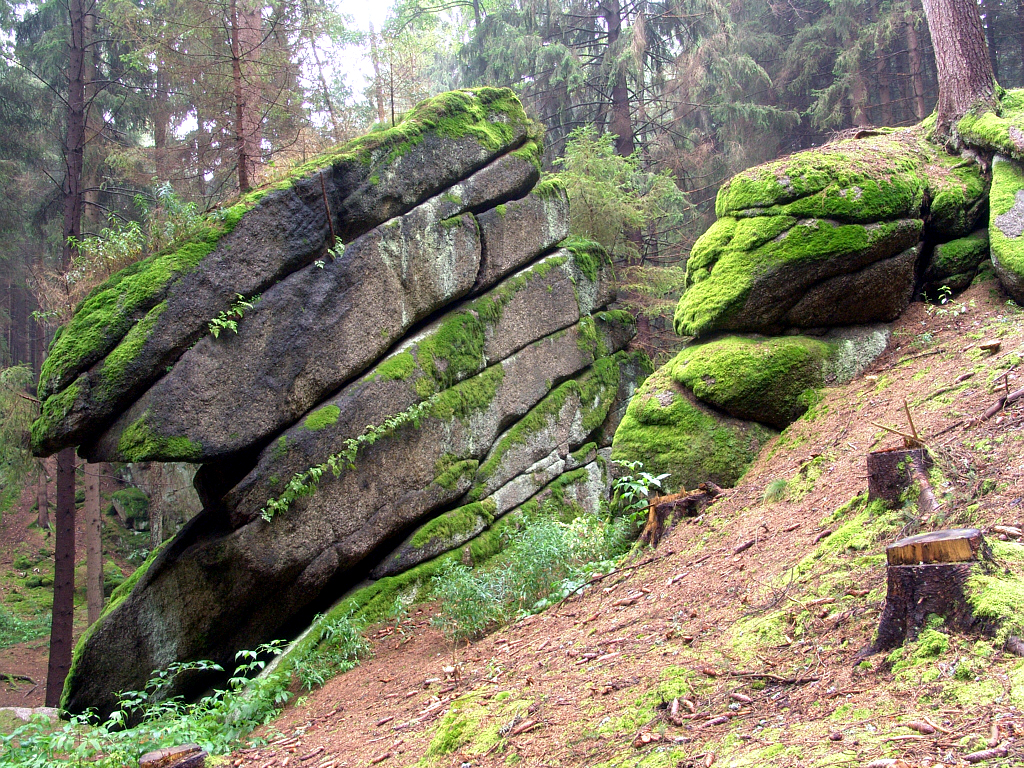
Die Große Teufelsküche bei Pilmersreuth

Das Stiftland bezeichnet eine Region im Nordosten der Oberpfalz, die auf die historische Entwicklung Bezug nimmt, in der das Kloster Waldsassen von seiner Gründung im Jahre 1133 bis zur Reformation ein weitgehend geschlossenes Territorium erlangte, welches weitgehend dem ehemaligen Landkreis Tirschenreuth vor der Gebietsreform 1972 entsprach.

## Lage und Begriff
Das Stiftland liegt im Nordosten Bayerns an der Grenze zu Tschechien, im Nordosten der Oberpfalz im ehemaligen Nordgau und umfasst das Gebiet des Landkreises Tirschenreuth vor der Gebietsreform ohne den früheren Landkreis Kemnath und die Gebiete um Erbendorf, Krummennaab und Reuth. Traditionell gehörten auch die im Landkreis Neustadt an der Waldnaab liegenden Gebiete um Neuhaus und Wurz zum Stiftland, das ist aber gegenwärtig fast in Vergessenheit geraten.
Die heute noch gebräuchliche Bezeichnung Stiftland stammt aus der Zeit des späten Mittelalters und der frühen Neuzeit, während der das Kloster Waldsassen Großgrundbesitzer in dem später nördliche Oberpfalz genannten Gebiet und im benachbarten Egerland war. Die Bauern waren bis zu Aufhebung des Klosters nur Pächter ihrer Höfe, hatten diverse Frondienste zu leisten und waren zehentpflichtig. Das Kloster delegierte die Bewirtschaftung zumeist auf Pfleger, adelige Verwalter, die einen Bezirk zeitlich befristet übernahmen. In den Pfarrdörfern hatten diese Rolle auch die örtlichen Pfarrer, die damit Grundherren waren. Im östlichen Grenzbereich stand das Stift im Wettstreit mit dem Magistrat und Patriziat der benachbarten Reichsstadt Eger, die sich ähnliche Einnahmequellen erschlossen.

## Geografie
Das Stiftland ist heute ein relativ dünnbesiedeltes Gebiet. Zahlreiche Fischweiher in den Tälern, umgeben von Kiefern- und Fichtenwäldern und dunkle, von der Fichte dominierte Wälder auf den Höhen bestimmen das Landschaftsbild. Dazwischen sind Burgruinen, Dörfer, alte Märkte und wenige Städte eingestreut. Fast die Hälfte der Fläche ist gegenwärtig mit Wald bedeckt. Im Norden steigen die Höhenzüge des Steinwaldes, des Reichsforstes und des Kohlwaldes und im Osten die des Oberpfälzer Waldes empor. Der Westen und das Zentrum des Stiftlands wird von der Naab-Wondreb-Senke eingenommen. Im späten Mittelalter waren die Wälder deutlich zurückgedrängt und beschränkten sich schwerpunktmäßig auf die Höhenzüge von Steinwald und Oberpfälzer Wald. Im Tiefland dominierten Eichen und Kiefern, auf den Höhenzügen eher Fichten und Buchen. Zudem gab es ausgedehnte Moore und ungenutztes Ödland, das sukzessive verbuschte. Das Stiftland wird nach Süden durch die Waldnaab in Richtung Donau, im Osten durch die Wondreb und im Norden in einem kleinen Bereich durch die Kösseine in Richtung Elbe entwässert.

## Geschichte
Im Jahre 1133 stiftete Diepold III. von Vohburg das Kloster Waldsassen, der erste Abt war Gerlach. Es gehörte zur Filiation der Primarabtei Morimond und bekam 1147 aufgrund eines Privilegs König Konrads III. aus dem Hause der Staufer die Reichsunmittelbarkeit, wurde gefürstete Zisterzienser-Abtei und entfaltete eine rege kolonisatorische und wirtschaftliche Tätigkeit. Das Kloster betätigte sich bald mit dem Landausbau und der Kultivierung auch entfernterer Gebiete, darunter das Schönbacher Ländchen und Sechsämterland. Entferntere Besitzungen gingen im Laufe der Zeit, z. B. unter dem Abt Franz Kübel wieder verloren, im 15. Jahrhundert war es den Äbten Johannes VI. Wendel und Nikolaus IV. Peisser zu verdanken, dass der Besitz mit dem Stiftland zu einem weitgehend geschlossenen Territorium geformt wurde.
Zur Wahrung der Autonomie der Fürstabtei trugen der befestigte Ort Tirschenreuth samt Stadtburg und die Burgen Falkenberg, Altneuhaus, Neuhaus, Schwarzenschwall, Waldershof, Hardeck, Liebenstein und Schönficht bei.
Das Stiftland als Besitz des Klosters Waldsassen, auch in den sogenannten gemengten Orten der Frais, genoss bis zum 16. Jahrhundert Reichsunmittelbarkeit. Die Frais war jährlich wechselnd dem Stift Waldsassen und dem Magistrat der Stadt Eger abgabe- und robotpflichtig.
Ab dem 16. Jahrhundert brachten es die politisch-religiösen Entwicklungen mit sich, dass das Stiftland dem Kurfürsten von der Pfalz als Lehenherr untertänig wurde, da die dort regierende Linie der Wittelsbacher seit dem Hausvertrag von Pavia auch im Besitz der Oberen Pfalz war. Der letzte Abt der vorreformatorischen Zeit war Georg III. Agmann. Ab 1528 verlor das Kloster Waldsassen seine Stimme im Reichstag an die Kurpfalz und damit die Reichsunmittelbarkeit. Im Jahre 1548 musste die kurfürstliche Landeshoheit von der Klosterverwaltung anerkannt werden. Das Stiftland und sein ausgedehnter Grundbesitz wurden in der Folgezeit zunächst von weltlichen Administratoren und ab 1571 von einem Stiftshauptmann/Oberhauptmann, welcher der kurfürstlichen Regierung in Amberg unterstand, verwaltet. Während dieser Periode wurde der Grundbesitz zum Teil an Privatpersonen veräußert. Die Bevölkerung des Stiftlands war durch die Reformation und nach dem Reichs- und Religionsfrieden in Augsburg in drei Generationen evangelisch-lutherisch, später calvinisch-reformiert. Mit Beginn des Dreißigjährigen Krieges setzte nach der bayerischen Besetzung 1621 und der Abtretung an das Herzogtum Bayern 1628 die Rekatholisierung ein.

## Mundart
Im Stiftland wird die Mundart Nordbairisch gesprochen. Im Vergleich zu anderen bayrischen Dialekten hat sie sich noch relativ unverfälscht erhalten.

## Museen
- Stiftlandmuseum in Waldsassen
- Oberpfälzer Fischereimuseum in Tirschenreuth
- Deutsches Knopfmuseum in Bärnau

## Sehenswürdigkeiten
- Stiftsbasilika Waldsassen
- Dreifaltigkeitskirche Kappl
- Stiftsbibliothek Waldsassen
- Sibyllenbad
- Egerländer Fachwerkhäuser in Bad Neualbenreuth und Mähring
- Burg Falkenberg
- Schloss Hardeck, einer der ehemaligen Sommersitze der Äbte des Klosters Waldsassen
- Waldfriedhof der Herren von Notthafft in Friedenfels
- Barocke Wallfahrtskirche Maria Hilf in Fuchsmühl
- Geburtshaus und Grab der Therese Neumann, genannt „Konnersreuther Resl“ in Konnersreuth
- Barocke Allerheiligenkirche in Wernersreuth
- Kapelle Alter Herrgott
- Fischhof (Tirschenreuth) mit Fischhofbrücke
- Marktplatz von Tirschenreuth mit Rathaus
- Barocke Jakobuskirche in Marchaney
- Festsaal des Schlosses Fockenfeld im Kloster Fockenfeld bei Konnersreuth
- Totentanz von Wondreb
- barocke Pfarrkirche Mariä Himmelfahrt (Beidl) mit Leonhardikapelle
- Burg Neuhaus (Windischeschenbach)